# High Contrast
Lincoln Barrett, mais conhecido pelo nome artístico High Contrast (Penarth, País de Gales, 18 de setembro de 1979), é um DJ e produtor musical galês.

## Discografia

### Álbuns
- True Colours (2002)
- High Society (2004)
- Tough Guys Don't Dance  (2007)
- Confidential (2009)
- The Agony and The Ecstasy (2012)
- The Road Goes On Forever (EP) (2012)
- Questions (EP) (2017)
- Night Gallery (2017)

### Coletâneas
- FabricLive.25 (2005)
- Watch the Ride - High Contrast (2008)
- Hospitality Presents This is Drum + Bass (2009)[1]
- Isles of Wonder (2012)

### Singles
- "Make it Tonight" / "Mermaid Scar" (2001)
- "Passion" / "Full Intention" (2001)
- "Return of Forever" (2002)
- "Global Love" (2002) (UK #68)
- "Basement Track" (2003) (UK #65)
- "Twilight's Last Gleaming" (2004) (UK #74)
- "Angels and Fly" (2004)
- "Racing Green" / "St Ives" (2004) (UK #73)
- "When the Lights Go Down" / "Magic" (2005)
- "Days Go By" / "What We Do" (2005)
- "Everything's Different" / "Green Screen" (2007)
- "If We Ever" / "Pink Flamingos" (16 de julho de 2007)
- "In A Gadda Da Vida" / "Forever And A Day" (2007)
- "The First Note Is Silent" (com Tiësto e Underworld) (2011) (UK #48)
- "The Agony & The Ecstasy" (feat. Selah Corbin) (2012)
- "Spectrum Analyser" / "Some Things Never Change" (2013)
- "Who's Loving You" feat. Clare Maguire (2014)
- "How Love Begins" (com DJ Fresh e Dizzee Rascal) (2016) (UK #53)
- "Calling My Name" (2016)
- "Remind Me" (2016)
- "Shotgun Mouthwash" (2017)
- "Questions" (com Boy Matthews) (2017)
- "The Beat Don't Feel The Same" (com Boy Matthews) (2017)
- "God Only Knows" (2018)